# 鵝鑾鼻燈塔
鵝鑾鼻燈塔是一座位於臺灣屏東縣恆春鎮墾丁國家公園鵝鑾鼻的燈塔。該燈塔一度被認定為台灣最南端的標誌也是照射距離最遠的燈塔，後被台灣最南點地標取代。最初落成於清治1883年，至1895年被毀，後於日治1898年再次建立，1962年中華民國政府再重修改建其燈具設施，2024年3月15日登錄為國定古蹟。

## 歷史

### 清治時期

#### 光緒年间
在外交壓力下，清廷於1875年（清光緒元年）委託英國皇家地理學會會員畢齊禮（页面存档备份，存于）（Michael Beazeley（页面存档备份，存于）），於6月18日自打狗出發前往瑯嶠（今恆春）地區勘察燈塔建地，並支付一百銀兩向龜仔甪社（今墾丁國家森林遊樂區旁社頂部落）原住民購買燈塔預定用地建塔。燈塔於1881年（清光緒7年）動工，1883年（清光緒9年）建成。由於當地是原住民的地盤，因此在興建前後，官方還派了五百兵力守護。
砲壘式的外觀與滿佈槍眼的圍牆，圍牆外還有壕溝，而整個塔區建築屋頂都是「蓄水坪」，雨水沿著水管集流到地面下九座花崗石蓄水池，水源自給自足，這些都是為了防止原住民的侵襲與圍困而建造的設施，也因此鵝鑾鼻燈塔成為全世界獨一無二的武裝燈塔。建造費用總數為白銀20餘萬兩。
甲午戰爭後，1895年（清光緒21年）清軍在離台前，恆春知縣歐陽萱奉令秘密焚毀南台灣鵝鑾鼻燈樓、石牆，以及石路碼頭。燈塔在9月13日摧毀。

### 日治時期
在1898年（日本明治31年）日治時代時燈塔整修完成，是大日本帝國最南端的燈塔，1904年（明治37年）燈塔架設電話線，是為恆春地區第一部電話。二次大戰時燈塔遭盟軍空襲毀壞。當時日本人重建的燈塔，白色的塔身在海拔五十五公尺，高出地面十八公尺，周圍一百公尺是鐵鑄圓柱形，內分四層，頂端有二萬六千燭光的一等白燭光，可照射二十海浬。

### 民國時期
燈塔於1962年由政府整修後，塔高21.4公尺，塔頂換裝新式大型四等旋轉透鏡電燈，經過大型旋轉透鏡後，光力為180萬燭光，每十秒一閃，照射距離達27.2海浬，是目前台灣光力最強的燈塔，被稱為「東亞之光」。
1982年，因鵝鑾鼻為台灣南端海角，屬於珊瑚礁石灰岩地形，所以地理景觀上十分奇特，有怪石、巨礁及洞穴，海景更是一絕，被視為「台灣八景」之一，故在此成立鵝鑾鼻公園，以燈塔為主體，規劃出鄰近50公頃的風景區。2007年10月，屏東縣文化資產保護所將鵝鑾鼻燈塔與其附屬建築，依序登錄為歷史建築。
2017年5月，燈塔主任彭念陸發現燈塔內部鐵身出現鏽蝕，於月底進行啟用以來首次全面除鏽工程，也是燈塔啟用以來134年首次除鏽。同年10月18日，落山風文化藝術工作室林順隆行文臺灣墾丁國家公園管理處呈請更正鵝鑾鼻燈塔解說文。依據清史文獻〈密稟籌防燈樓防番實以防洋附請會咨由〉文中明白指出『燈樓的防禦建築是為防洋人自由活動勾結原住民肇事。文曰: 「防番之實，歸著防洋，不過藉生番殺人，聊為引證。」』而墾管處解說為:「防原住民侵擾」，有曲解歷史醜化臺灣原住民之嫌。10月27日，墾丁國家公園管理處回文(墾解字第1060009153號): 來函指正鵝鑾鼻燈塔解說牌文句有違史實乙節，經考證文獻，其文意確實過於簡化史實，爰本處未來更新解說牌面時將修正介紹。同年進行老舊賣店改建工程時挖掘出史前文物-鵝鑾鼻第一遺址，並委請國立清華大學考古團隊繼續挖掘。
2022年6月，屏東縣文化資產保護所將鵝鑾鼻燈塔登錄為縣定古蹟，2024年3月15日升格為國定古蹟。

## 燈塔結構與行政諸元

### 燈塔結構諸元
- 塔高：21.4公尺。
- 塔身塗色・構造：外觀漆白，頂層外有環繞陽台。
- 燈高：56.4公尺〈以高潮面至燈火中心計〉。
- 燈器：大型4等旋轉透鏡電燈。
- 燈質（頻率）：每10秒白明光1閃。明1.0秒，暗9.0秒。
- 光力：1,800,000支燭光。
- 公稱光程：27.2浬。
- 明弧：234度-099度但在距離該塔15浬內234度-266度為陸地遮蔽，不見燈光。

### 燈塔行政諸元
- 管轄機關：燈塔原為中華民國財政部關務署管理，已於2013年1月1日轉交由中華民國交通部航港局管轄。
- 人員編制：未知。
- 開放參觀與否：可，但有時間限制。1982年12月起採半開放式：除星期一、國定假日隔日及三大節日（春節、端午節、中秋節）不對外開放外，其他時間上午九時至下午六時（夏令時間4月1日至10月31日），上午九時至下午五時（冬令時間11月1日至3月31日），每逢星期一內部整理不開放。免費自由參觀。
- 電話：08-8851111。

## 寫真

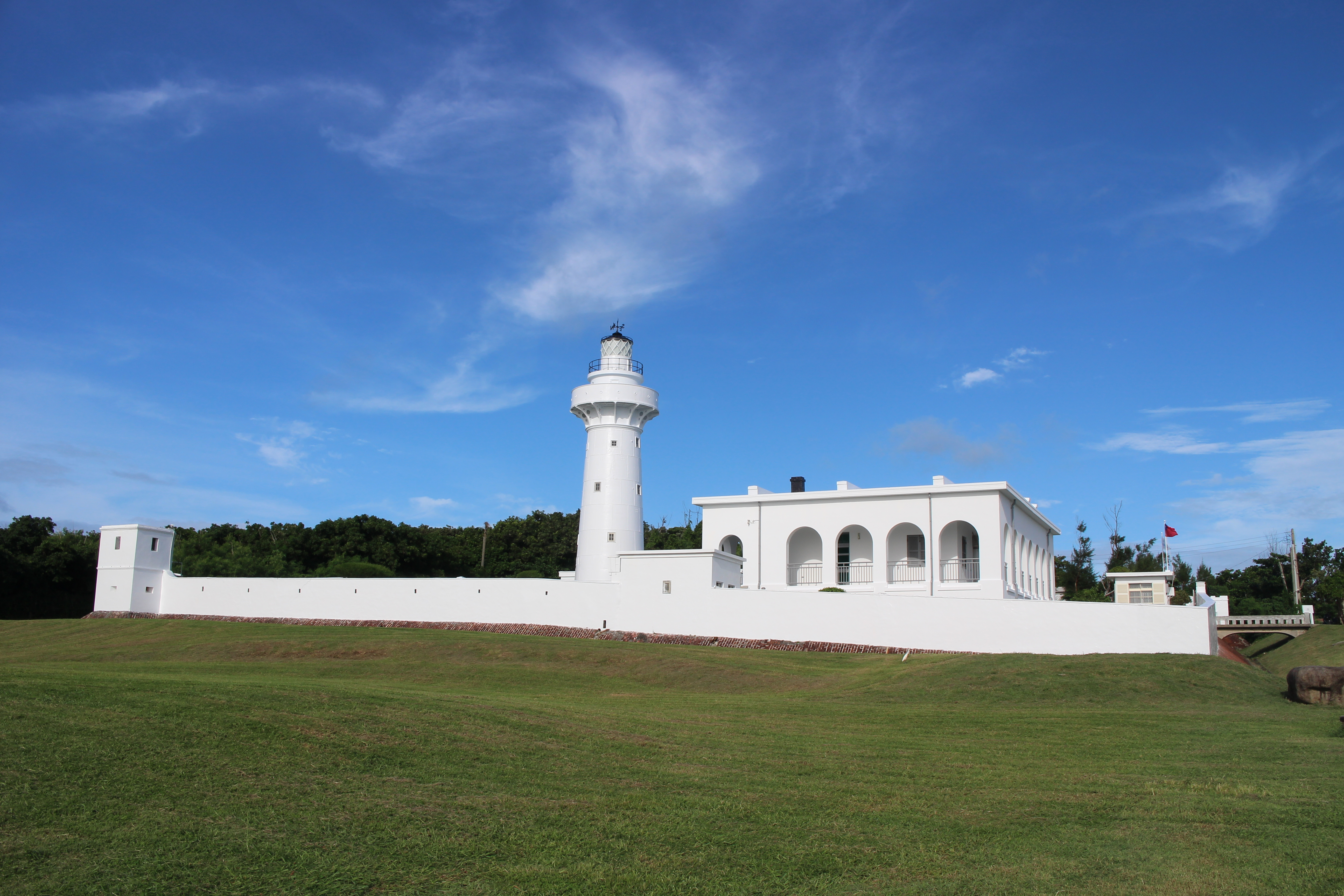
鵝鑾鼻燈塔
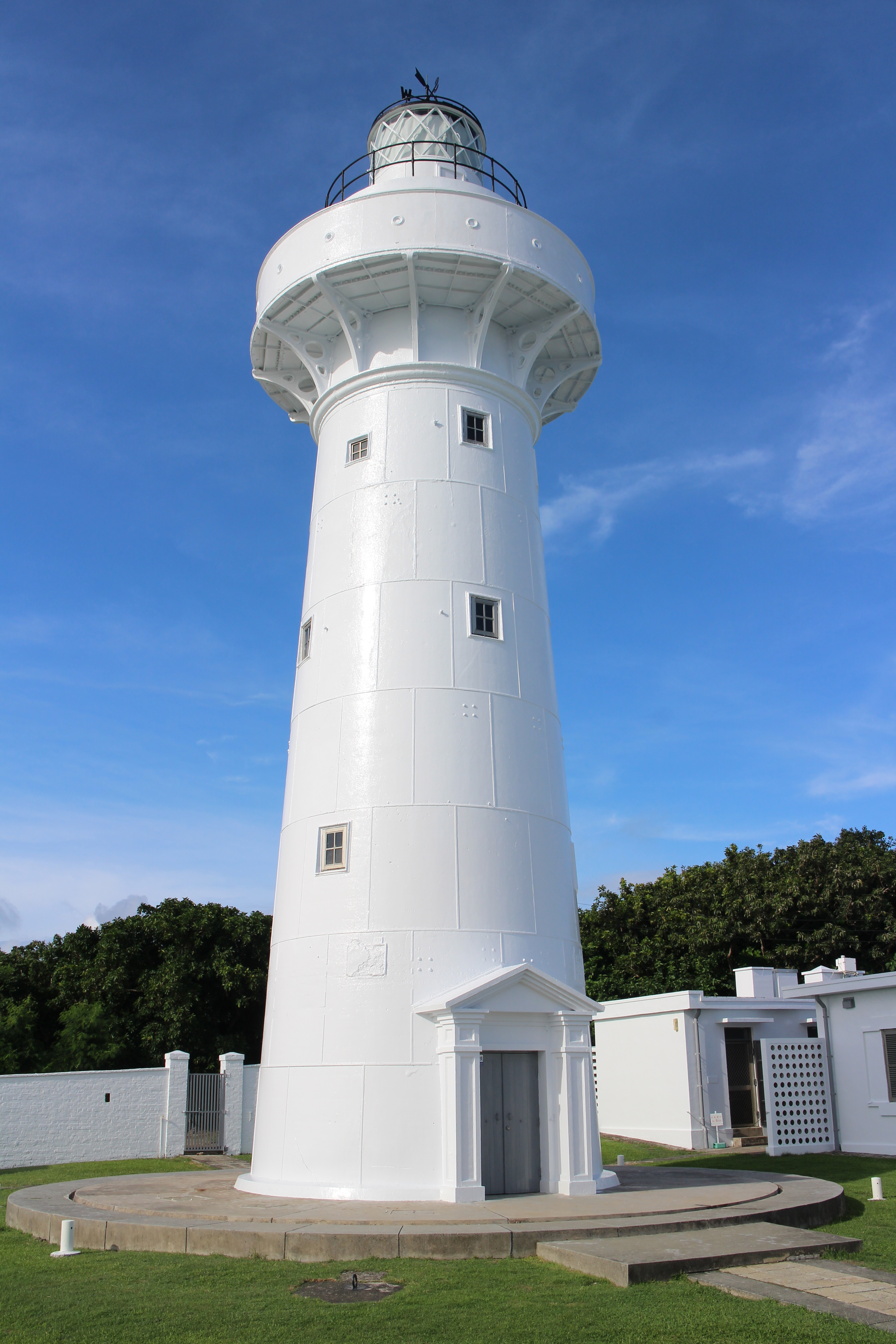
鵝鑾鼻燈塔
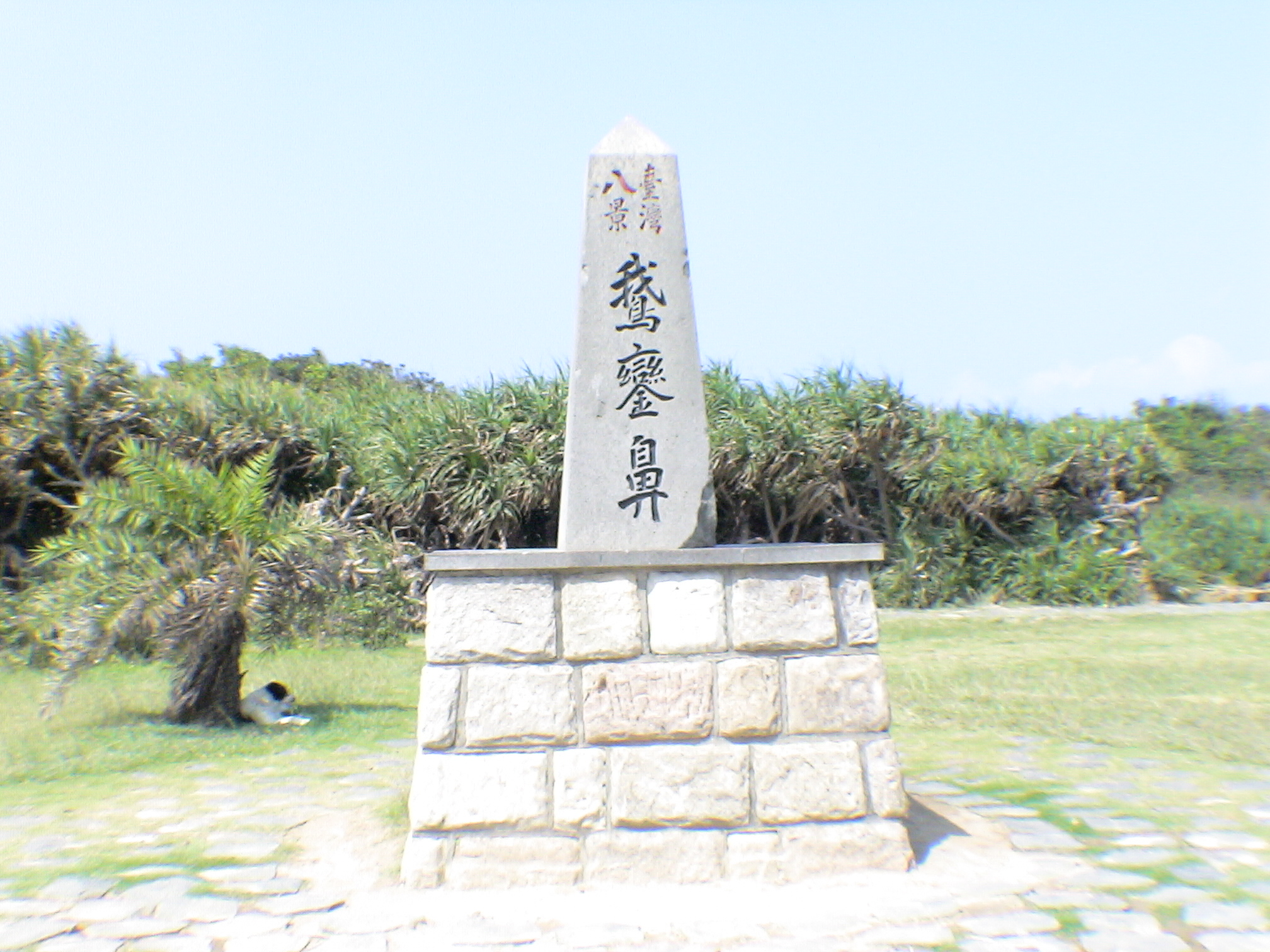
臺灣八景鵝鑾鼻紀念碑，其中「鵝鑾鼻」模仿王羲之筆跡寫成「鵞鑾鼻」三字
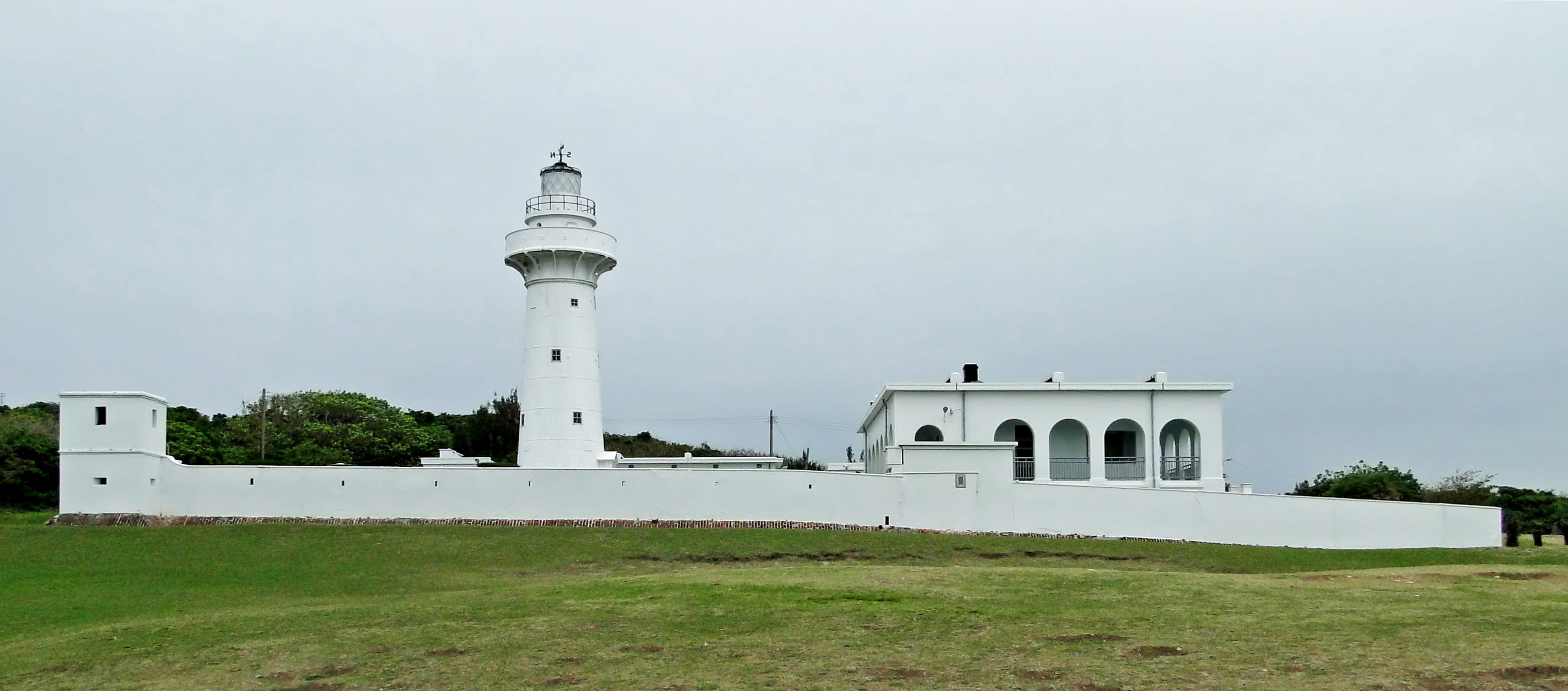
鵝鑾鼻燈塔
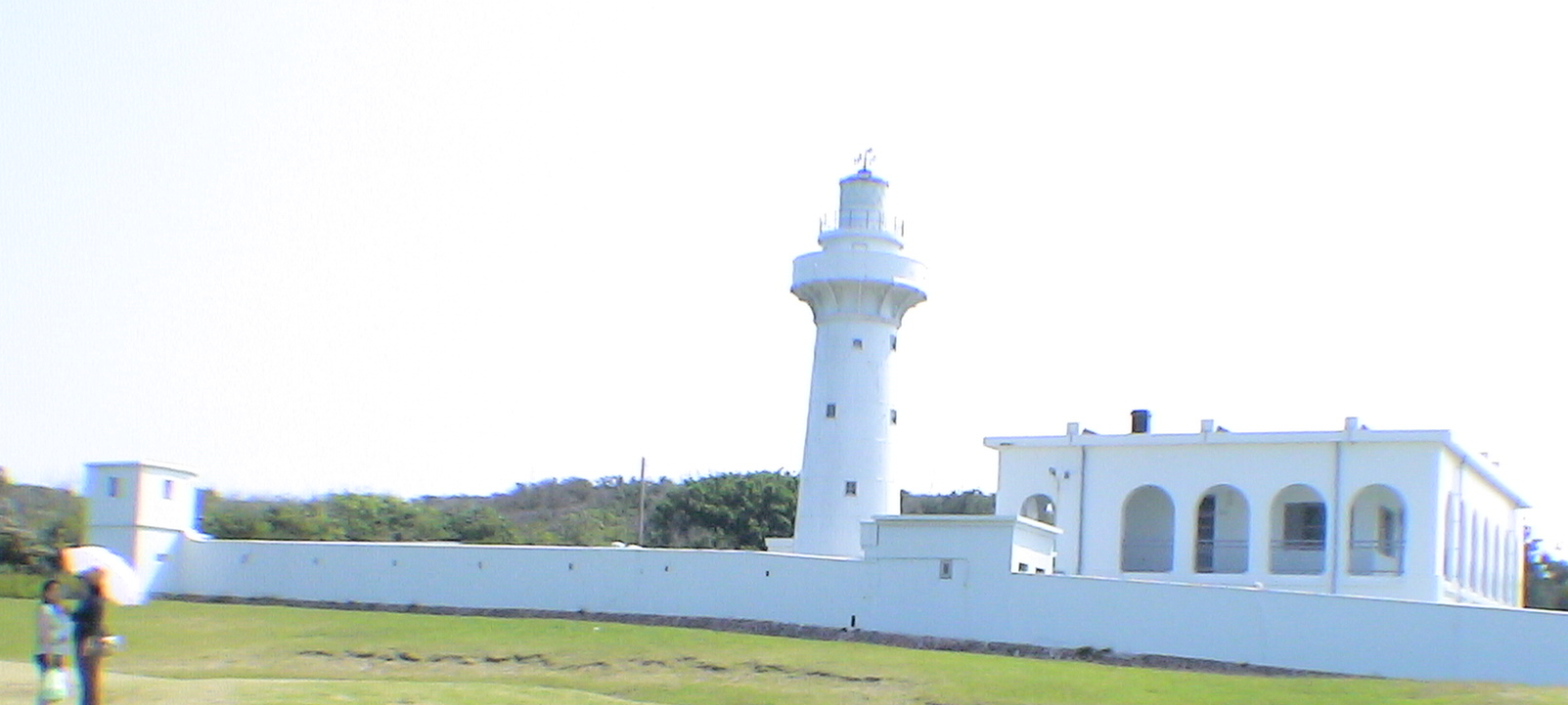
鵝鑾鼻燈塔側面
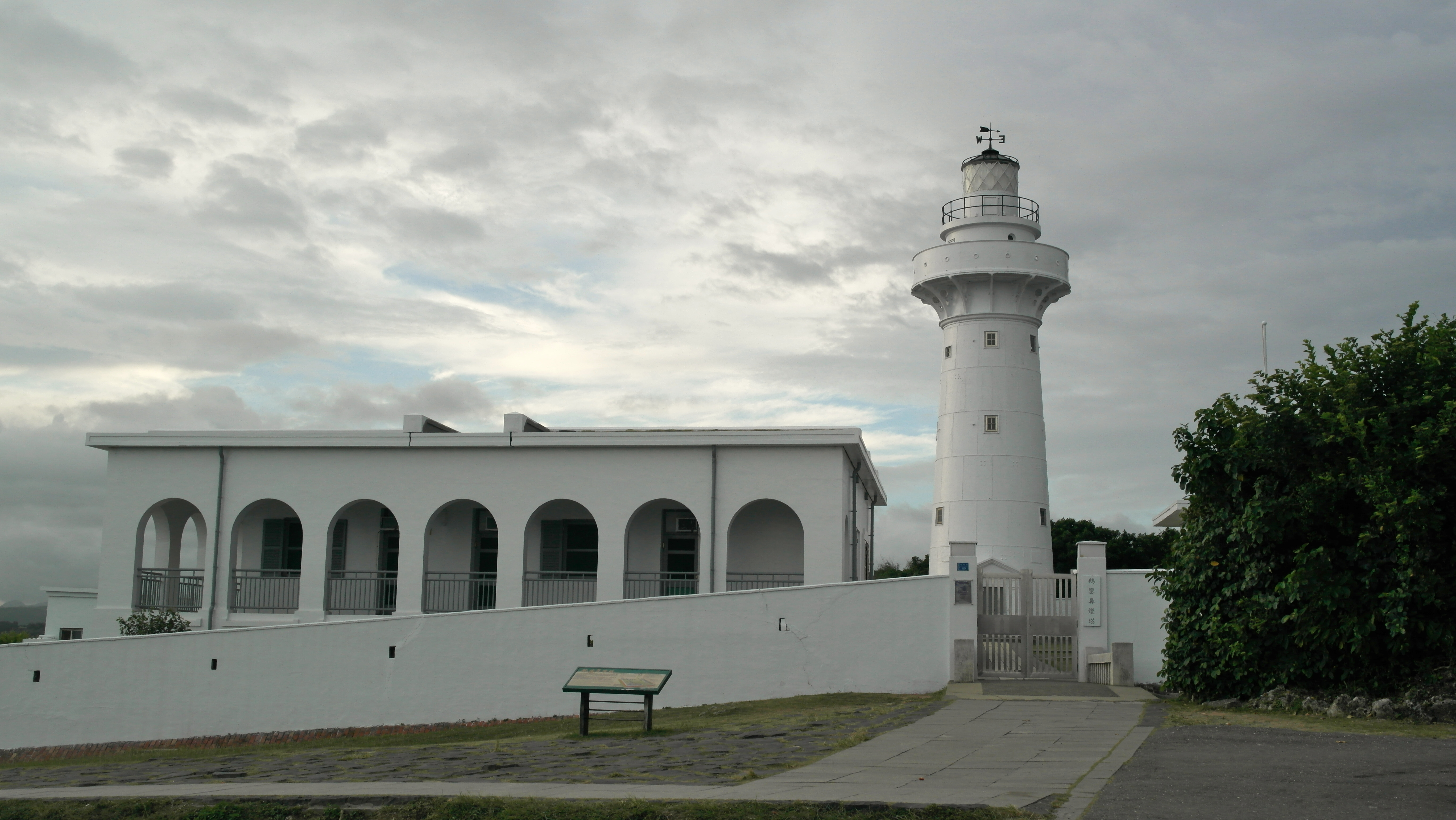
鵝鑾鼻燈塔正門
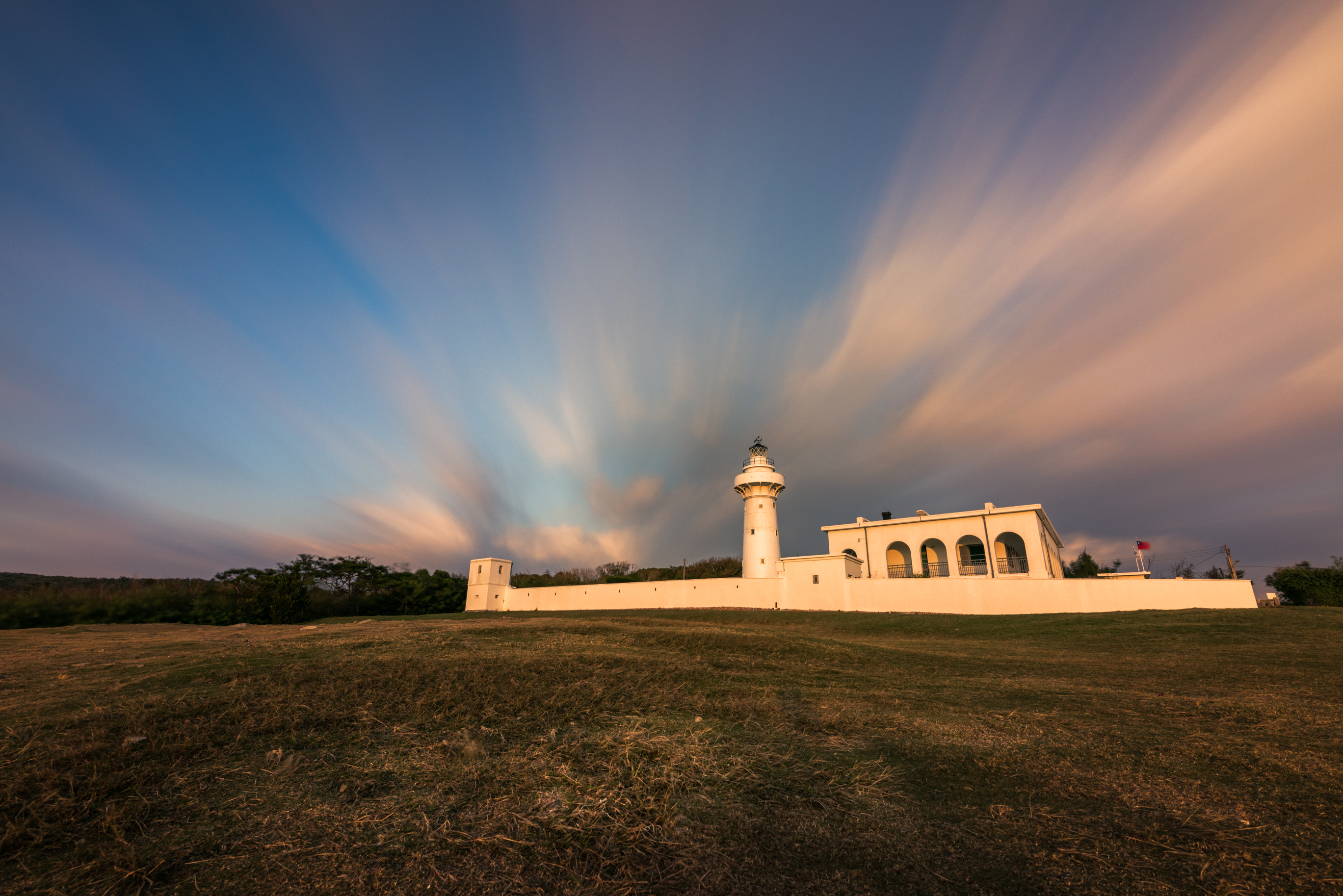
鵝鑾鼻燈塔
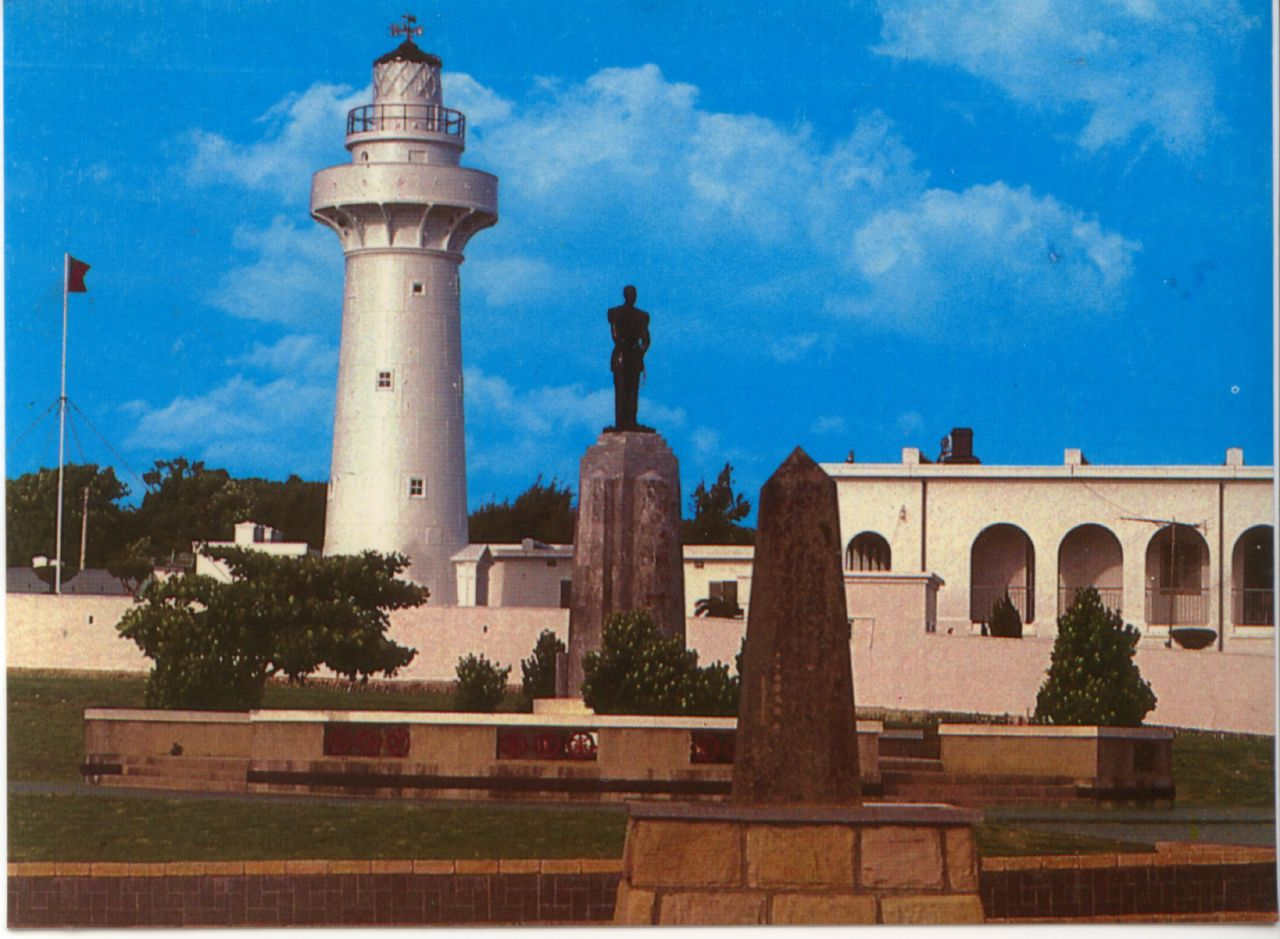
鵝鑾鼻燈塔
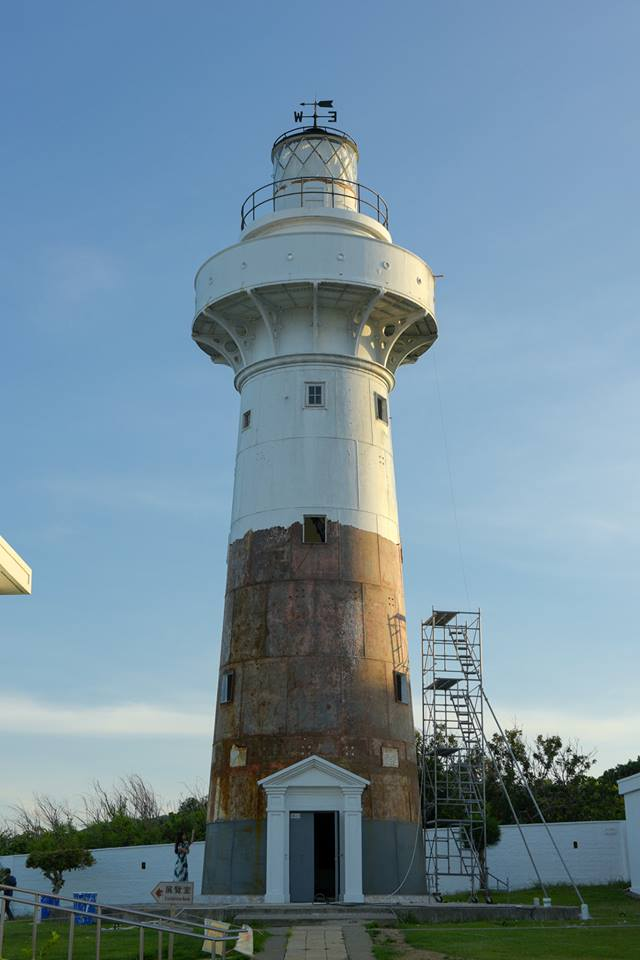
鵝鑾鼻燈塔除鏽

### 引用
1. ↑  林衡道口述，楊鴻博整理，《鯤島探源》第六冊，頁1224。
2. ↑  .   [2024-04-15]. （原始内容存档于2024-04-16）.
3. ↑  . 中央社. 2024-03-22  [2024-03-22]. （原始内容存档于2024-04-08）.

### 书籍
- 李素芳 編著，《台灣的燈塔》，遠足文化事業，臺北縣，2002年12月，pp. 126–131。ISBN 957-28031-2-3
- 葉倫會 著，《海洋領航者－台灣燈塔展》，高雄市立歷史博物館，高雄市，2000年12月，pp. 71–73。ISBN 957-02-7455-7
- 財政部關稅總局編撰，《中華民國海關簡史》，台北市，1998年7月。ISBN 9570048611

## 外部連結
- 鵝鑾鼻燈塔-交通部航港局（页面存档备份，存于）
- 鵝鑾鼻燈塔（页面存档备份，存于）
- 鵝鑾鼻燈塔-交通部觀光局（页面存档备份，存于）
- 墾丁國家公園（页面存档备份，存于）
- 臺博館藏屏東獅子鄉排灣族19世紀末相關古文書研究（页面存档备份，存于） 國立臺灣博物館學刊 68(3):11-48, 2015